# Ali Kosh

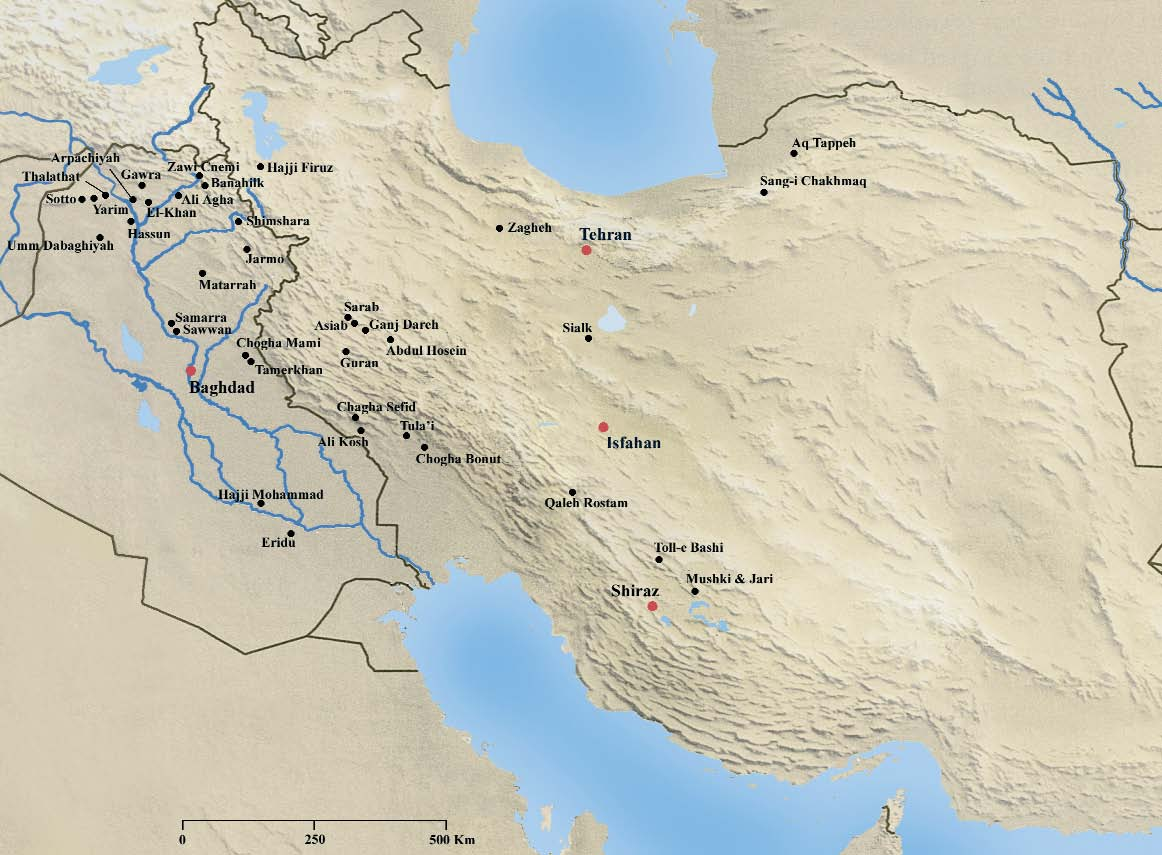
Stanowiska neolityczne na terenie Iranu

Ali Kosh (również Ali Kusz, Ali Kosz) – stanowisko archeologiczne, osada (tell) na przedpolu gór Zagros w Iranie, w północnej części równiny Chuzestanu.
Stanowisko to pełni kluczową rolę dla poznania sekwencji neolitu zachodnioirańskiego. Zostało odsłonięte i przebadane w latach 60. XX wieku przez Franka Hole’a i Kenta Flannery’ego. Najniższe warstwy, odpowiadające fazie neolitu preceramicznego, datowane są na 9600–8000 lat temu. Charakteryzują się budowlami mieszkalnymi wznoszonymi z glinianych bloków, składającymi się z wielu przylegających do siebie prostokątnych pomieszczeń, wyposażonych w paleniska i jamy zasobowe. Stosowano kamienie żarnowe, wyrabiano paciorki kamienne, ostrza kościane, mikrolity obsydianowe oraz terakotowe figurki przedstawiające postaci ludzkie i zwierzęce. Ślady wskazują na początki uprawy zbóż (jęczmień i pszenica) i hodowli zwierząt (kozy i owce). W górnych, młodszych warstwach stanowiska pojawiają się wyroby z miedzi, a także malowana ceramika zdobiona ornamentami geometrycznymi. Następuje także wzrost roli rolnictwa i pasterstwa w miejsce polowań i rybołówstwa. Osada została opuszczona w połowie VI tysiąclecia p.n.e.